# Наскальные рисунки в Кондоа
Наскальные рисунки в Кондоа — наскальные рисунки в стенах пещер в Кондоа, поблизости от деревни Коло, Танзания. Пещеры с ними находятся в холмах на западной окраине Восточно-Африканской рифтовой долины. Рисунки изображают людей, животных и сцены охоты, причём все живые существа на них выглядят неестественно удлинёнными.
Рисунки были обнаружены Луисом Лики в 1930-х годах; на сегодняшний день найдено несколько сотен рисунков, но многие из них ещё не исследованы должным образом. Первоначально их возраст был оценён в несколько тысяч лет, но сейчас считается, что они были созданы примерно 1500 лет назад.
В 2006 году наскальные рисунки в Кондоа занесены ЮНЕСКО в Список всемирного наследия человечества; посещение пещер с ними туристами возможно, но только по согласованию с Танзанийским департаментом древностей в Коло.